# Luftëtari Gjirokastër
Klubi Sportiv Luftëtari Gjirokastër was een Albanese voetbalclub met als thuisbasis de stad Gjirokastër. De club werd in 2012 kampioen in de Kategoria e Parë, maar degradeerde na één seizoen op het hoogste niveau. In 2016 werd de club wederom kampioen en men promoveerde opnieuw naar de Kategoria Superiore. In het seizoen 2019/20 eindigde de club op de laatste plaats met 14 punten uit 36 wedstrijden en degradeerde zodoende weer naar het tweede niveau. Nog in hetzelfde jaar (2020) werd de club, als gevolg van financieel mismanagement, opgeheven. Een nieuwe club onder de naam AF Luftëtari werd opgericht en startte op het vierde niveau in de Kategoria e Tretë.

## Historische namen
- 1926: Shqiponja Gjirokastër
- 1949: Gjirokastër
- 1951: Puna Gjirokastër
- 1958: Luftëtari Gjirokastër
- 1992: Shqiponja Gjirokastër
- 2000: Luftëtari Gjirokastër

## Erelijst
- Kategoria e Parë: 1934, 1963, 1966, 1975, 1989, 1994, 1999, 2012, 2016

## In Europa
#Q = #kwalificatieronde, T/U = Thuis/Uit, W = Wedstrijd, PUC = punten UEFA coëfficiënten .
Uitslagen vanuit gezichtspunt Luftëtari Gjirokastër
| Seizoen | Competitie    | Ronde | Land             | Club         | Totaalscore | 1e W    | 2e W    | PUC |
| ------- | ------------- | ----- | ---------------- | ------------ | ----------- | ------- | ------- | --- |
| 2018/19 | Europa League | 1Q    | Vlag van Letland | FK Ventspils | 3-8         | 0-5 (U) | 3-3 (T) | 0.5 |

## Bekende (ex-)spelers
- Altin Haxhi
- Edi Martini
- Arjan Xhumba

- Virtual International Authority File: 30146635431841981306